# Ecionemia hilgendorfi
Ecionemia hilgendorfi är en svampdjursart som beskrevs av Thiele 1898. Ecionemia hilgendorfi ingår i släktet Ecionemia och familjen Ancorinidae. Inga underarter finns listade i Catalogue of Life.